# Linux68k
Linux68k ist ein Oberbegriff für Linux-Derivate für die 68k-Architektur von Motorola (ab Motorola 68020 mit Memory Management Unit). Es ist in Form verschiedener Linux-Kernel-Distributionen zum Beispiel auf 68k-Macs, auf Atari STs oder auf Amiga-PCs lauffähig.
Eine erste Portierung des Linux-Kernels auf die 68k-Prozessorarchitektur war 1993 für Amiga-Computer verfügbar, womit der Linux-Kernel erstmals abseits der x86-Architektur lief. Die erste kommerzielle Distribution ALD lieferte delta labs media für Atari TT und Atari Falcon ab Anfang 1995. Verschiedene weitere Projekte verfolgten die 68k-Portierung von Linux, so war etwa auch die weit verbreitete Linux-Distribution Debian ab Version 2.0 (1998) für 68k-Rechner verfügbar (mit Version 4.0 wurde der offizielle Support fallengelassen, inoffiziell wird die Entwicklung jedoch weitergeführt). Im Portage-Paketsystem der Distribution Gentoo Linux wird die m68k-Architektur berücksichtigt, allerdings wird erst seit Mai 2013 ein für die Installation notwendiges Stage-Archiv auf manchen Spiegelservern des Gentoo-Projektes im experimentellen Zustand zur Verfügung gestellt, zuvor musste ein solches Archiv vom Anwender per Cross-Compiling erstellt werden. Linux68k-Distributionen können auf moderner Hardware im Atari-TT-Emulator ARAnyM ausgeführt und getestet werden.
Für neuere 68k-Systeme ohne MMU wie den Dragonball ist μClinux verfügbar, das mittlerweile in den Standard-Linux-Kernel eingeflossen ist, für klassische 68000-Systeme, speziell den Amiga 500, war ein µClinux-Fork in Entwicklung.